# 五反田橋
五反田橋（ごたんだばし）は、新潟県加茂市と同県南蒲原郡田上町の信濃川に架かる新潟県道9号長岡栃尾巻線の橋長532.5 m（メートル）の桁橋。西詰側は加茂市五反田、東詰側は田上町大字保明新田字保明嶋に位置する。

## 概要

五反田橋（パノラマ撮影）

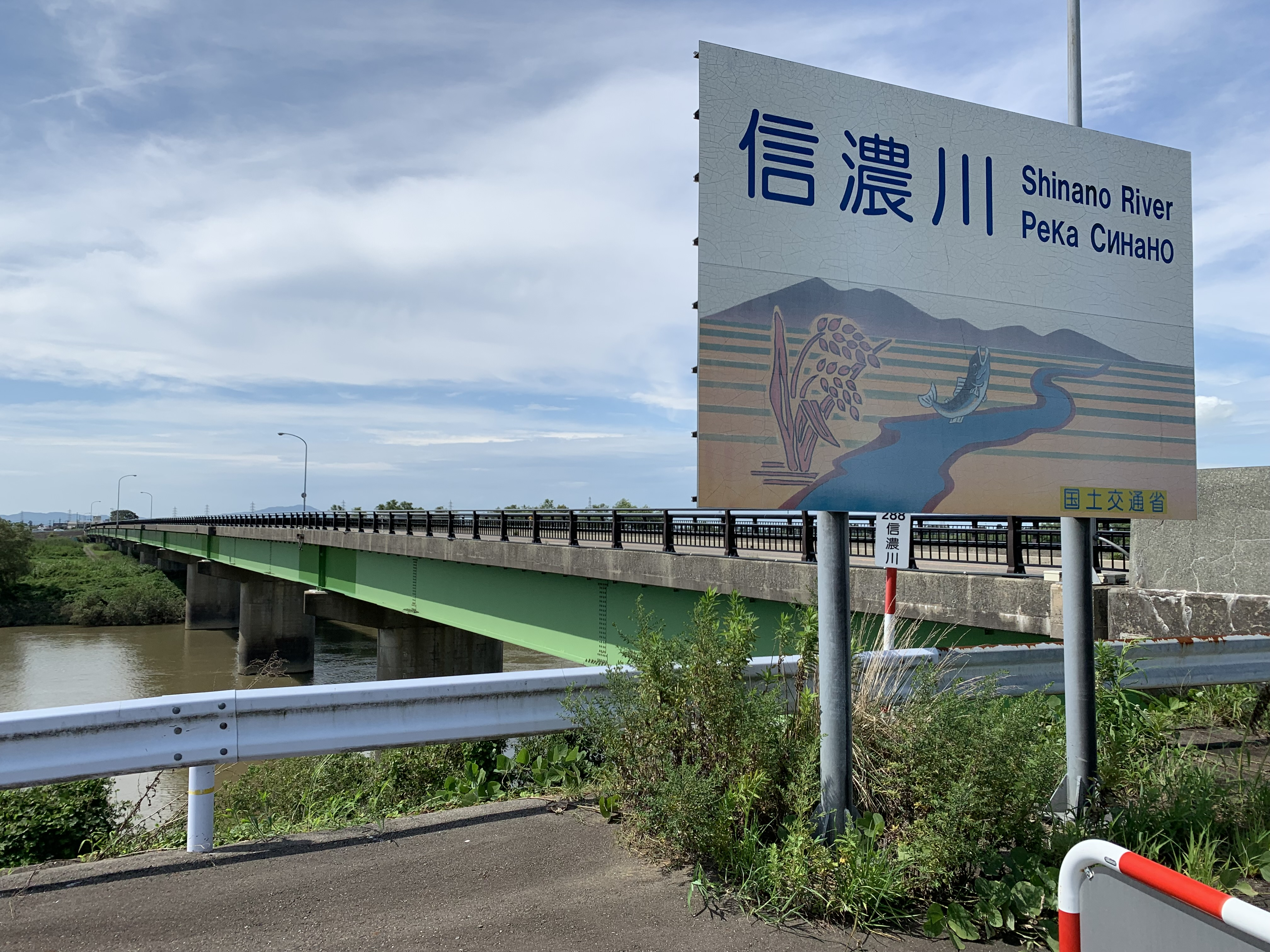
右岸に設置された信濃川を示す看板。英語とロシア語が併記されている。

五反田橋は加茂市 - 田上町の信濃川に架かる橋長532.5 mの橋梁であり、車道2車線に加え、両側に歩道が設けられている。
東詰の下流側で、信濃川と加茂川が合流している。
当橋梁の下流側には新潟県道55号新潟五泉間瀬線の庄瀬橋が、上流側には新潟県道9号長岡栃尾巻線の加茂大橋が架橋されている。
- 形式 - 鋼13径間単純合成鈑桁橋
- 橋長 - 532.500 m
  - 支間割 - 13×40.200 m
- 幅員
  - 総幅員 - 12.800 m
  - 有効幅員 - 12.000 m
  - 車道 - 7.000 m
  - 歩道 - 両側2.500 m
- 床版 - 鉄筋コンクリート
- 施工 - 駒井鐵工所[注釈 1]・酒井鉄工所・日本鉄塔工業・松尾橋梁[注釈 2]・宮地鐵工所[注釈 3]
- 架設工法 - ケーブルクレーンベント工法
- 竣工 - 1983年度（昭和58年度）

## 歴史
1915年（大正4年）8月、木橋として架橋された。1932年（昭和7年）6月8日に橋長218.7 m、幅員5.5 mの4径間下路単純曲弦ワーレントラス橋に架け替えられ、老朽化により1984年（昭和59年）10月に現橋梁が竣工した。
加茂市・田上町中心部と国道8号を短絡するルートとして多くの通行量を有するが、左岸側の五反田・後須田地内は集落内を経由する狭隘区間で歩道も整備されておらず、渋滞が慢性的に発生している。このため新潟県は主要地方道長岡栃尾巻線の改良事業に着手し、加茂市中心部と新潟市西蒲区南東部を短絡するバイパス道路の建設を進めた。そして2010年（平成22年）12月4日、当橋梁の上流側に加茂大橋が竣工して供用を開始し、当橋梁に集中していた道路交通の分散化が図られている。